# Krasnoje an der Wolga
Krasnoje an der Wolga (russisch Красное-на-Волге/Krasnoje-na-Wolge) ist eine Siedlung städtischen Typs in Russland, etwa 70 km wolgaabwärts der Oblasthauptstadt Kostroma. Sie hat 7706 Einwohner (Stand 14. Oktober 2010).

## Geschichte
Der Legende nach heißt die Stadt Krasnoje (dt. rot), weil hier nach einer Schlacht gegen die Tataren die Erde so mit Blut durchtränkt war, dass der Boden rot war. Wahrscheinlicher ist, dass der Name von der älteren Bedeutung des Wortes (schön) herrührt.
Im 16. Jahrhundert war Krasnoje im Besitz Boris Godunows, später der Romanows und der Wjasemskis.
Seit dem 17./18. Jahrhundert ist der Ort ein Zentrum der Juwelierskunst. Die hier hergestellten Ikoneneinfassungen und Buchumschläge, Schmuck und Geschirr waren vor allem in östlichen Ländern bekannt. Seit dem 19. Jahrhundert werden hier neben Handarbeiten auch billigere Juwelierwaren in Massenproduktion hergestellt. Die größte örtliche Juwelierfabrik, das Krasnoselski juwelirny sawod hat zwar nach dem Zusammenbruch der Sowjetunion seine Mitarbeiter auf etwa die Hälfte reduziert, ist aber noch immer der größte Arbeitgeber in der Region. Daneben haben sich hier in den letzten Jahren zahlreiche kleine und mittlere Edelmetall verarbeitende Betriebe entwickelt.
Neben diesen ist das Kuchom, die Krasnoselsker Lehranstalt für künstlerische Metallverarbeitung ein Anziehungspunkt für Goldschmiede.
Touristisch interessant ist neben Ausstellungen von Juwelierarbeiten vor allem die 1592 erbaute, zeltförmige Epiphanienkirche.

### Bevölkerungsentwicklung
| Jahr | Einwohner |
| ---- | --------- |
| 1939 | 5219      |
| 1959 | 5732      |
| 1970 | 6797      |
| 1979 | 8143      |
| 1989 | 8598      |
| 2002 | 8162      |
| 2010 | 7706      |

Anmerkung: Volkszählungsdaten

## Persönlichkeiten
- Gawriil Alexandrowitsch Schulz (1903–1984), Bildhauer und Hochschullehrer
- Nikita Konstantinowitsch Kalugin (* 1998), Fußballspieler